# Station Kelvedon
Kelvedon is een spoorwegstation van National Rail in Kelvedon, Braintree in Engeland. Het station is eigendom van Network Rail en wordt beheerd door Greater Anglia.

## Treinverbindingen
- 1x per uur (Stoptrein) London Liverpool Street - Shenfield - Chelmsford - Colchester - Ipswich
- 1x per uur (Stoptrein) London Liverpool Street - Shenfield - Chelmsford - Colchester Town (Maandag - zaterdag)

Incidenteel stoppen ook andere treinen op dit station, onder andere naar Harwich, Clacton of Braintree.